# Il mio angelo/La nave bianca
Il mio angelo/La nave bianca è un 45 giri di Fiordaliso pubblicato dalla Durium nel 1985.

## Il mio angelo
Il mio angelo fu composto da Luigi Albertelli ed Enzo Malepasso, autori e produttori di Fiordaliso, e presentato al Festival di Sanremo 1985 classificandosi all'8º posto.
Il brano è dedicato a Sebastiano, il figlio primogenito che la cantante piacentina ha avuto a 16 anni.
Nel 1985 per la quarta volta consecutiva Fiordaliso partecipa al Festival di Sanremo alla ricerca di un'affermazione definitiva e per promuovere il nuovo album A ciascuno la sua donna, il suo miglior lavoro con la Durium. 
Il mio angelo, molto diverso dallo stile di Non voglio mica la luna, riscosse un timido successo - raggiungendo il picco massimo della diciannovesima posizione dei singoli più venduti - e non riuscì nell'intento di imporre definitivamente Fiordaliso tra le grandi interpreti della canzone italiana, pur mettendone in luce le sue indubbie qualità di interprete.
Venne pubblicato anche in versione in lingua spagnola con il titolo Angel mio e distribuito in Spagna e in Sudamerica.

## La nave bianca
La nave bianca è il brano presente nel lato b del disco, scritto da Luigi Albertelli per il testo e da Enzo Malepasso per la musica; è stato inserito anch'esso nell'album A ciascuno la sua donna.

## Tracce
1. Il mio angelo
2. La nave bianca